# Jeronymova jednota
Jeronymova jednota (někdy též Jeronýmova jednota, ve zkratce JJ) je zvláštní zařízení Českobratrské církve evangelické určené na finanční podporu stavebních úprav nebo pořízení vybavení či údržbu staveb jejích sborů.

## Historie
Od roku 1862 existuje v německém prostředí podpůrný spolek Gustava Adolfa (GAV/W). Z něj se během června 1918 oddělily evangelické sbory z území Čech a Moravy, které založily Jeronymovu jednotu. Tato změna podporovala snahy o zvýšení národního sebevědomí na konci první světové války. V prosinci 1918 vznikla Českobratrská církev evangelická. Během roku 1919 se uskutečnila první sbírka Jeronymovy jednoty, která vynesla téměř 176 tisíc korun. Rozdělení jejího výtěžku potřebným sborům se uskutečnilo na prvním výročním shromáždění, jež se uskutečnilo roku 1919 v Olomouci.
Roku 1930 vznikl v rámci Jeronymovy jednoty fond, jenž umožňuje poskytovat sborům bezúročné půjčky. Jeho název – Jubilejní toleranční dar (ve zkratce JTD) – odkazuje na vydání Tolerančního patentu (1781), který umožňoval náboženskou svobodu.

## Organizační struktura
V čele Jeronymovy jednoty je pětičlenné představenstvo, jehož čtyři členy volí Synod církve a zbylého přímo určuje Synodní rada. O konkrétním určení a využití sesbíraných finančních prostředků rozhoduje spolu s představenstvem též ústřední shromáždění, které je tvořeno synodem delegovanými zástupci jednotlivých seniorátů a zástupci Synodní rady.
Na úrovni seniorátů je v čele seniorátní představenstvo Jeronymovy jednoty. To má tři členy a organizuje výběr finančních prostředků v rámci daného seniorátu, a dále svolává jednání, na nichž se o využití prostředků rozhoduje. Současně též hodnotí žádosti o prostředky z Jeronymovy jednoty, jež podávají jednotlivé sbory daného seniorátu.

## Zdroje financí
Finanční prostředky získává Jeronymova jednota třemi způsoby. Během jarních měsíců probíhá ve sborech sbírka darů. Její výtěžek je shromažďován na úrovni seniorátů. Následně se z prostředků vybraných v celém seniorátu dvě třetiny odešlou do ústředí Jeronymovy jednoty, které o využití těchto prostředků rozhoduje na svém zasedání ústřední shromáždění, jež se schází vždy v září. O využití zbylé třetiny v rámci seniorátu rozhodne seniorátní představenstvo Jeronymovy jednoty.
Druhým zdrojem financí pro Jeronymovu jednotu je „Hlavní dar lásky“, který se vybírá jednou ročně, zpravidla na Boží hod Velikonoční. Má předem určený účel, na nějž jdou všechny takto vybrané prostředky z celé církve.
Během září nebo října se ve sborech církve konají sbírky, které shromažďují prostředky pro Jubilejní toleranční dar. Z něj pak mohou sbory žádat o bezúročné půjčky na pomoc při řešení naléhavých potřeb. O poskytnutí prostředků z tohoto fondu rozhoduje ústřední představenstvo Jeronymovy jednoty.
Jeronymově jednotě dále částí přispívá také německý spolek Gustav-Adolf-Werk. Na svém jednání navíc ústřední představenstvo též vybírá projekty, jež doporučí pro finanční získání pomoci od ministerstva kultury z jeho programů na údržbu církevního majetku.